# Francisco Macías Nguema
Francisco Macías Nguema, cujo nome nativo era Mez-m Ngueme (Nsegayong, Rio Muni, 1 de janeiro de 1924 - Malabo, 29 de setembro de 1979) foi um político da Guiné Equatorial, primeiro presidente pós-colonial do país, de 1968 a 1979. Ficou conhecido de maneira polêmica por ter elogiado publicamente a figura de Adolf Hitler. O partido à frente do qual estava se chamava Partido Único Nacional de Trabalhadores (P.U.N.T.).  Embora em teoria o partido por ele controlado (mero mecanismo de formalização de sua tirania) tenha sido descrito como esquerda política (anti-imperialismo, anti-colonialismo, anti-racismo, pan-africanismo; todos presentes quase que apenas simbolicamente ); sua administração e medidas foram, de fato, de extrema-direita (contando inclusive com o apoio de Francisco Franco), contendo em si perseguições de caráter étnico e elementos tribalistas, conservadores, constantes violações dos direitos humanos e uma tendência extremamente autoritária marcada pelo anti-intelectualismo.
Durante os anos que esteve no poder, estima-se que até 80 000 pessoas tenham sido mortas (de uma população de 400 000 na época) por seu regime. Ele já foi comparado a homens como Pol Pot devido à natureza violenta, imprevisível e anti-intelectual de seu governo. Como presidente, ele exibiu um comportamento bizarro e errático, a ponto de muitos de seus contemporâneos acreditarem que ele era louco.

## Biografia

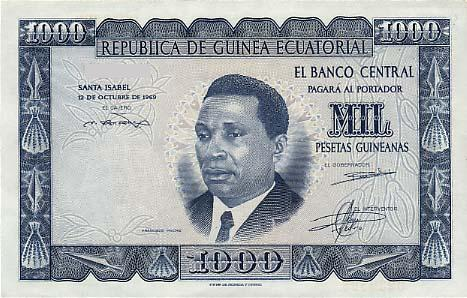
Nota de 1000 Pesetas guinéu-equatorianas (1969). O culto à personalidade de Macías se estendeu até a moeda do país.

Francisco Macías Nguema nasceu em 1924 numa família pobre. Na década de 1940 filiou-se no Partido Socialista da Guiné. Foi nomeado prefeito de Mongomo pelas autoridades coloniais espanholas. Mais adiante foi membro do Parlamento territorial. Além destes e de outros cargos que ocupou na administração espanhola, se designou em 1964 vice-presidente do governo autônomo da Guiné Espanhola. Em 1965 entra para o Exército e alcança o posto de General de Brigada, comandando uns 8.000 soldados.
Pouco antes das eleições Nguema passou por um extenso exame médico na Clínica Rubén em Madri. Nguema buscava apoio da França para governar a Guiné Equatorial, desencadeando investigações secretas sobre ele. Seus exames acabaram copiados pelo Service de documentation extérieure et de contre-espionnage (SDECE) do governo francês. Segundo os documentos copiados pelo SDECE (e revelados décadas mais tarde), Nguema sofria de doenças venéreas e transtornos mentais, agravados pelo consumo de entorpecentes como  cannabis, Bhang e iboga. O uso desses entorpecentes lhe causavam delírios e Paranoia. Mais tarde um embaixador francês o descreveu como um louco. O jornalista britânico Paul Kenyon, autor de Ditadorland: The Men Who Stole Africa, descreveu Nguema como um doente mental perigoso.

### Eleições
Desempenhou um papel importante na queda do governo, fundamentalmente a sua popularidade entre a população, que via nele o dirigente que podia tirá-los da miséria. Uma ampla coalizão eleitoral fez com que alcançasse a Presidência da nova República da Guiné Equatorial em outubro de 1968, com o apoio do governos espanhol do ditador Francisco Franco e francês. No primeiro turno obteve quase 40% dos votos, aumentando para pouco mais de 62% dos votos.

### Ditadura

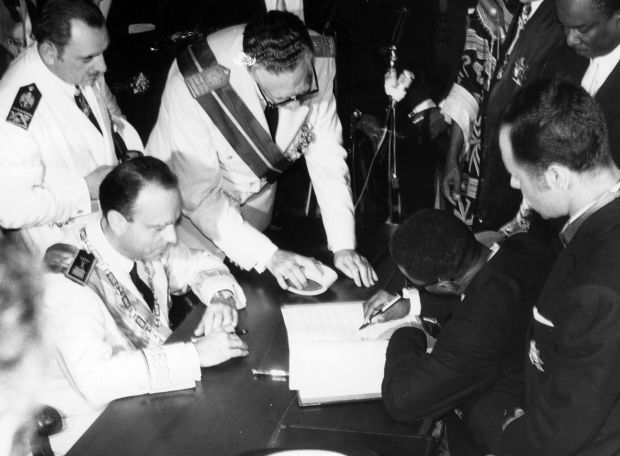
O presidente Macías Nguema (à direita) assina o decreto de independência da Guiné Equatorial diante do representante espanhol Manuel Fraga Iribarne, Ministro da Informação e Turismo do Reino da Espanha, 12 de outubro de 1968.

Em 12 de outubro de 1968 a Espanha concedeu a independência à Guiné Equatorial. Inicialmente o regime de Nguema pregava que a Espanha era aliada do país recém-independente e exortou o povo guineense a tratar bem os espanhóis residentes na Guiné Equatorial.
O período de paz com os espanhóis durou pouco tempo. Seu adversário nas eleições Bonifacio Ondó Edu, então exilado no Gabão, retornou para a Guiné e foi acusado de participar de um golpe de estado e acabou preso e fuzilado, fazendo crescer a instabilidade na Guiné. O representante judicial espanhol na Guiné Equatorial, Martín Zato, tentou intervir na libertação de Edu e acabou expulso do país. O incidente gerou a Crise diplomática entre Espanha e Guiné Equatorial em 1969.
Em 26 de fevereiro de 1969. Naquele dia Nguema denunciou um complô para derruba-lo do poder, com apoio do governo espanhol. O governo Franco negou qualquer participação e convidou o governo da Guiné Equatorial para conversações. Nguema enviou seu ministro das relações exteriores Atanasio Ndongo para a Espanha no final de fevereiro.
Ao retornar da Espanha no início de março, Ndongo acabou envolvido (ou se envolvendo) na Tentativa de golpe de Estado na Guiné Equatorial em 1969. O golpe malsucedido fez com que Nguema prendesse Ndongo, Saturnino Ibongo Iyanga (delegado do país na ONU) e dezenas de políticos do país. Nguema divulgou oficialmente que Ndongo cometeu suicídio ao se jogar de uma janela do palácio presidencial. Mais tarde foi revelado que Ndongo caiu ou foi jogado pela janela e ficou caído no pátio do palácio durante cinco horas. Nguema o agrediu e tirou fotos de sua agonia. Essas fotos foram apresentadas por Nguema mais tarde ao correspondente John Barnes da revista Newsweek.Ndongo acabou morrendo no hospital de seus ferimentos. Após a tentativa de golpe, Nguema rompeu com a Espanha (acusando-a de ser a patrocinadora do golpe) e expropriou os bens dos sete mil cidadãos espanhóis residentes no país, que também foram detidos e agredidos. Posteriormente os espanhóis puderam deixar a Guiné.
Durante a Guerra Civil da Nigéria, o Comitê Internacional da Cruz Vermelha (CICV) utilizava uma pista de pouso de terra batida na Guiné Equatorial para levar mantimentos para a Nigéria até o governo de Nguema proibir e ameaçar expulsar o CICV do país. O episódio desencadeou uma chuva de críticas de vários países e organizações, incluindo o secretário geral da ONU U Thant, o Papa Paulo VI e o Imperador Haile Selassie que telegrafaram em protesto a decisão. Nguema, segundo fontes, juntou todos os telegramas, montou uma bola de papel e arremessou pela janela do palácio presidencial. Mais tarde, pressionado pelas potencias mundiais, liberou o uso da pista, embora tenha interrompido seu funcionamento e ameaçado os pilotos do CICV, chamando-os de mercenários e traficantes de armas.
Nguema estabeleceu relações com a República Popular da China em outubro de 1970. No ano seguinte, a Guine Equatorial foi um dos 76 países a votar favoravelmente ao projeto de entrada da China na Organização das Nações Unidas.
As relações entre a Guiné Equatorial e Portugal foram rompidas em dezembro de 1970 quando 350 militares portugueses envolvidos na Guerra Colonial Portuguesa invadiram a Guiné em 22 de novembro de 1970 (como parte da Operação Mar Verde) e atacaram a sua capital, Conacri, tentando derrubar o governo de Ahmed Sékou Touré. A operação obteve sucesso parcial, com a libertação de prisioneiros portugueses mantidos cativos por forças do PAIGC em Conacri, porém Touré conseguiu manter-se no poder. Em resposta, Nguema prendeu e expulsou todos os imigrantes portugueses da Guiné Equatorial e expropriou seus bens.
Em dezembro de 1970 o governo de Nguema negociava a venda de 2000 toneladas de cacau em troca de veículos, equipamentos médicos e medicamentos com o empresário alemão Friedrich Wilhelm Pleuger quando, após receber as mercadorias de Pleuger, suspendeu abruptamente o pagamento. Nguema convidou Pleuger à Guiné para renegociar o pagamento, porém este enviou sua esposa Irmgard Pleuger para realizar as negociações. Ao chegar ao aeroporto de Santa Isabel (mais tarde Malabo), ela foi presa pelo regime e Nguema exigiu uma quantia de sete dígitos para libertá-la. Irmgard Pleuger foi liberada pelo governo da Guiné Equatorial em janeiro de 1971 após o pagamento do "resgate", estimado em seis milhões de marcos alemães (cerca de 1,6 milhão de dólares).
Apesar de que até 1972 não autoproclamou presidente vitalício do país, com direito a eleger a seu sucessor, sob sua ditadura nunca se celebraram eleições livres. No ano de 1973 iniciou um período de perseguições a quem considerava inimigos, não poupando nem mesmo membros do próprio gabinete como o antigo vice-presidente, Edmundo Bossio, o presidente do banco central Frederico Ngomo, o ministro do exterior Atanasio Ndongo e um dos assesores do país na ONU Saturnino Ibongo. Por ordem de Nguema, professores, intelectuais, políticos, profissionais liberais, entre outros com alguma qualificação educacional, foram perseguidos, presos e executados. Os poucos que escaparam, exilaram-se em países vizinhos, resultando em uma Fuga de cérebros do país.
Em outubro de 1973, decidiu assumir, além da presidência vitalícia, sem concorrência, os cargos de primeiro-ministro e de ministro do Exército, Justiça e Finanças. Durante sua presidência, a Guiné Equatorial recebeu o desafortunado apelido de Auschwitz africano, e se destacará pelas execuções políticas.
Reprimiu com grande dureza tanto a oposição conservadora como a de esquerdas, e se tornou  bastante autoritário e duro na hora de impor as reformas que tinha em mente. As contínuas violações dos Direitos Humanos cometidas pelo regime de Macías provocaram o exílio para os países vizinhos (Camarões e Gabão) ou para a Europa (Espanha e França) de mais de um terço da população total da Guiné Equatorial. Em 1975, observadores internacionais divulgaram que dois terços dos deputados eleitos para a Assembleia Nacional em 1969 haviam sido executados por ordens de Nguema. Ainda naquele ano, todas as igrejas receberam ordens para colocar sobre o altar o retrato presidencial de Nguema e inserissem em seus sermões elogios ao presidente.
Todo o aparato repressivo do estado da Guiné Equatorial (exército e guarda presidencial) eram controlados de modo absoluto pela família e parentes de Francisco Macías e por outros membros de seu clã. O número de mortos sob a ditadura de Macías depende das fontes que se consultem, porém se estima entre 50.000 e 80.000, ou, dito de outro modo, entre 1/6 e 1/4 de uma população de umas 300.000 pessoas, entre os quais o principal ativista da oposição civil, Rafael Upiñalo. Entre as muitas ações paranoicas do presidente há que assinalar a proibição do uso da palavra intelectual ou a destruição das embarcações (proibiu a pesca).
"Africanizou" seu nome como Masie Nguema Biyogo Ñegue Ndong em 1976 depois de exigir o mesmo do resto da população.As condições chegaram a ser tão nefastas que até sua própria esposa, Mônica, fugiu do país. Macías desenvolveu um extremado culto da personalidade.Atribuiu a si títulos como o de "milagre único" e outros similares.Alguns creem que até mesmo chegou a ser chamado de "imperador", ainda que não se confirme esta informação.
A 3 de agosto de 1979, seu sobrinho Teodoro Obiang Nguema Mbasogo organizou, com a ajuda de parte do exército, um golpe de estado que derrubou Francisco Macías. Este se refugiou em um bunker na selva, e ali destruiu as reservas de divisas do país (a divisa do momento era o ekwele-bikwele, que mantinha paridade com a peseta espanhola). O país teve que enfrentar por causa disso uma gravíssima crise monetária. Entretanto, Macías não conseguiu reunir em torno de si recursos necessários para opor-se a Obiang e foi capturado pelos rebeldes pouco tempo depois.
Teodoro Obiang, que acabaria sendo por sua vez um novo ditador, o submeteu a um julgamento sumaríssimo diante de um tribunal militar, no qual Macías foi acusado, entre outras coisas, de genocídio, deportações em massa e apropriações indevidas. Foi condenado a morte em 29 de setembro de 1979 e fuzilado imediatamente. O temor que despertava entre os nativos era tal que nenhum soldado da Guiné Equatorial se atreveu a formar parte do pelotão de execução, por isto foram soldados marroquinos que dispararam. Macías, seguindo o modelo do ditador haitiano François Duvalier utilizava a magia para atemorizar a população.
Hoje em dia, Francisco Macías Nguema é considerado como um dos líderes mais cleptocratas na história da África pós-colonial.

## Efeitos do governo Macías Nguema
Durante seu mandato ocorreram:
- a obrigação de chamar o presidente "Milagre Único da Guiné Equatorial".
- a proibição de usar sapatos.
- renomear todos os nomes com consonância espanhola (exemplos: Fernando Pó/Bioko; San Carlos/Luba; San Fernando/Elá Nguema; Concepción/Riaba; Santa Isabel/Malabo. Na parte continental, a cidade de Sevilla foi rebatizada como Niefang, Valladolid passou a se chamar Bimbiles e Guadalupe virou Mongomo).
- o desmantelamento das ferrovias.
- a supressão de hospitais e escolas.
- a proibição para os habitantes de pescar na ilha.
- a instalação de uma base secreta de submarinos russos em Luba (hoje desativada).
- quase acabar com o cultivo do cacau, considerado anteriormente o melhor do mundo.